# Umile da Petralia
Giovan Francesco Pintorno, meglio noto come frate Umile da Petralia (Petralia Soprana, 1600 – Palermo, 9 febbraio 1639), è stato uno scultore e religioso italiano.

## Biografia

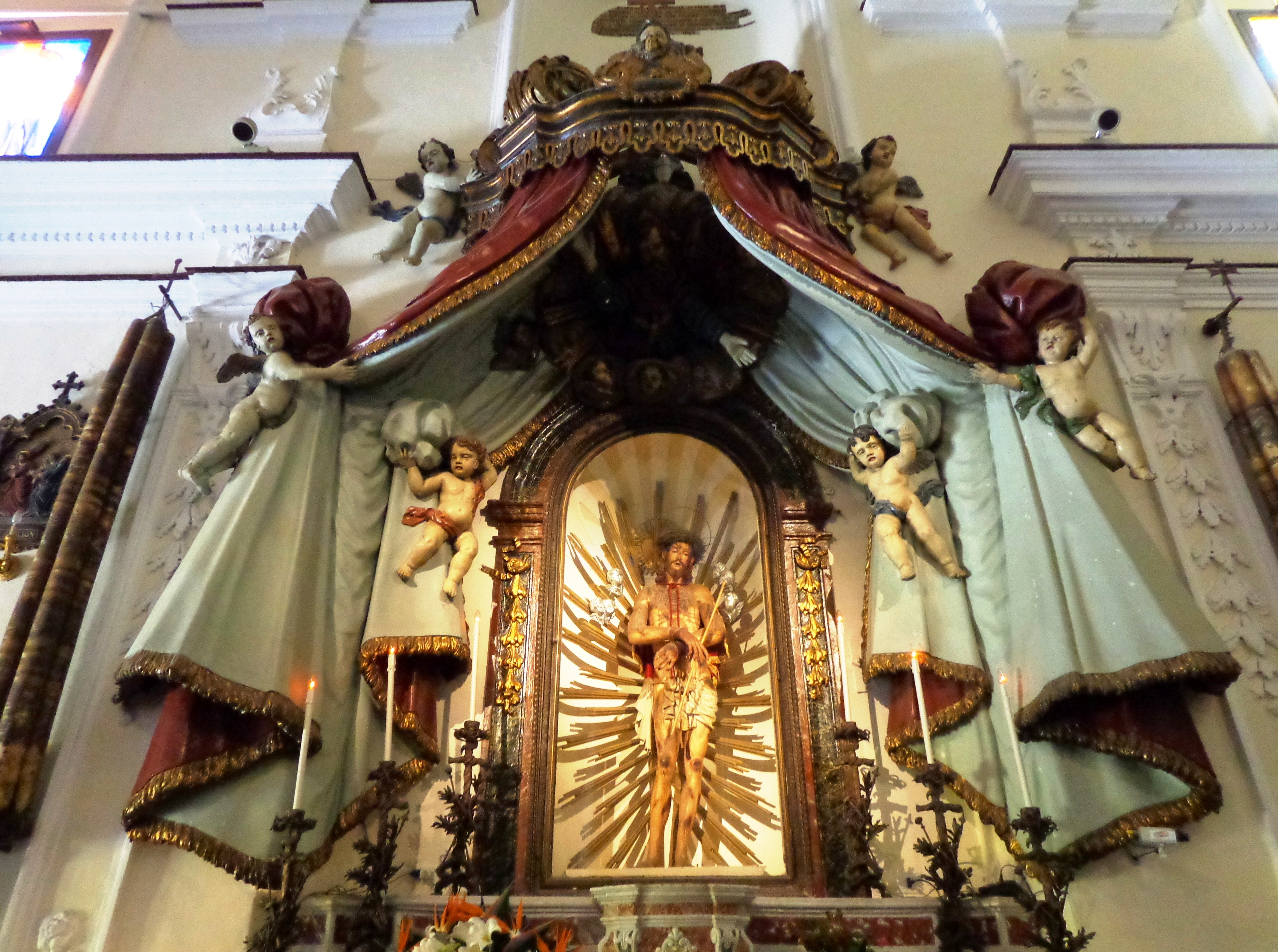
Ecce Homo di Calvaruso

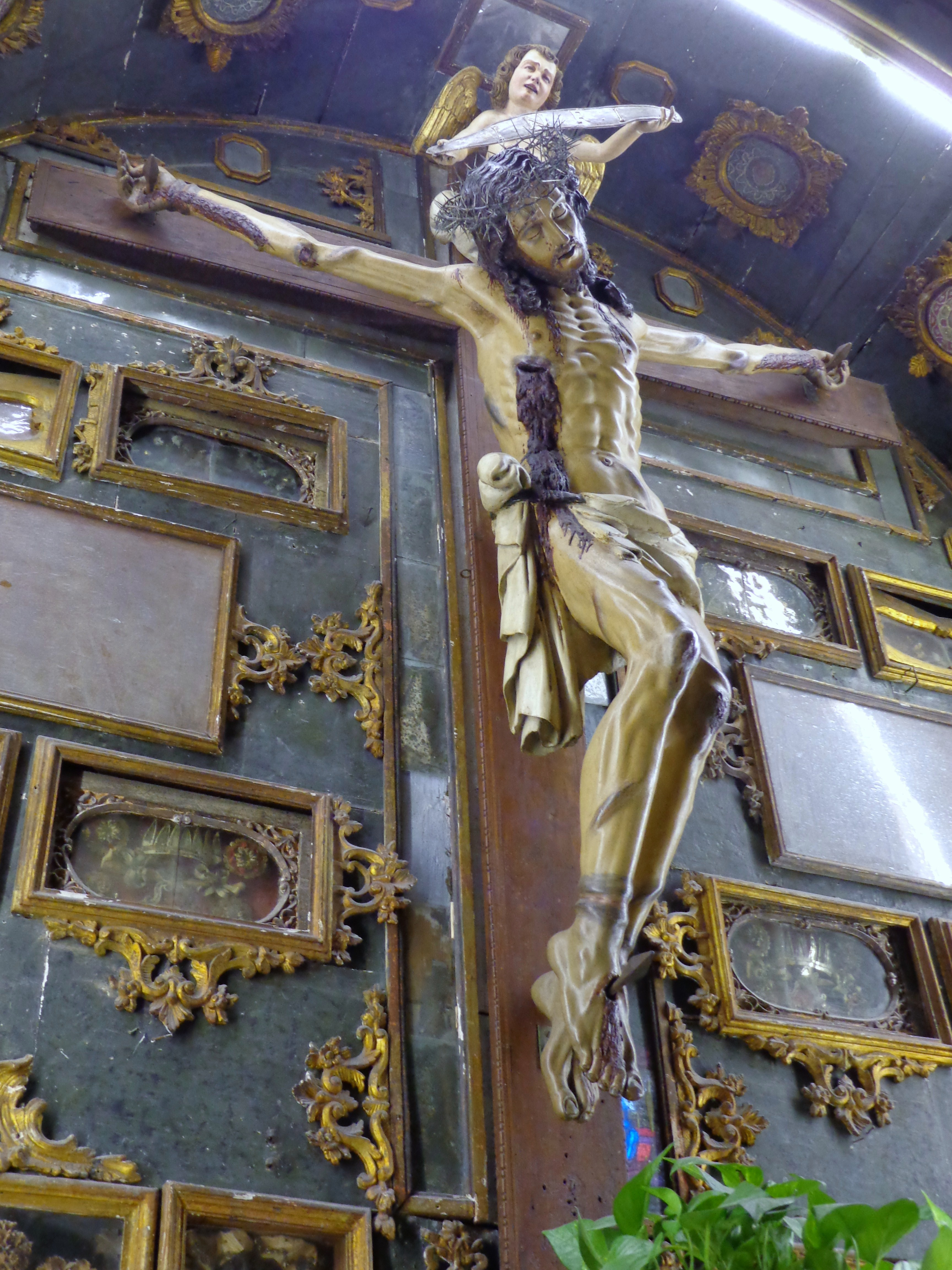
Crocifisso, chiesa di San Papino di Milazzo.

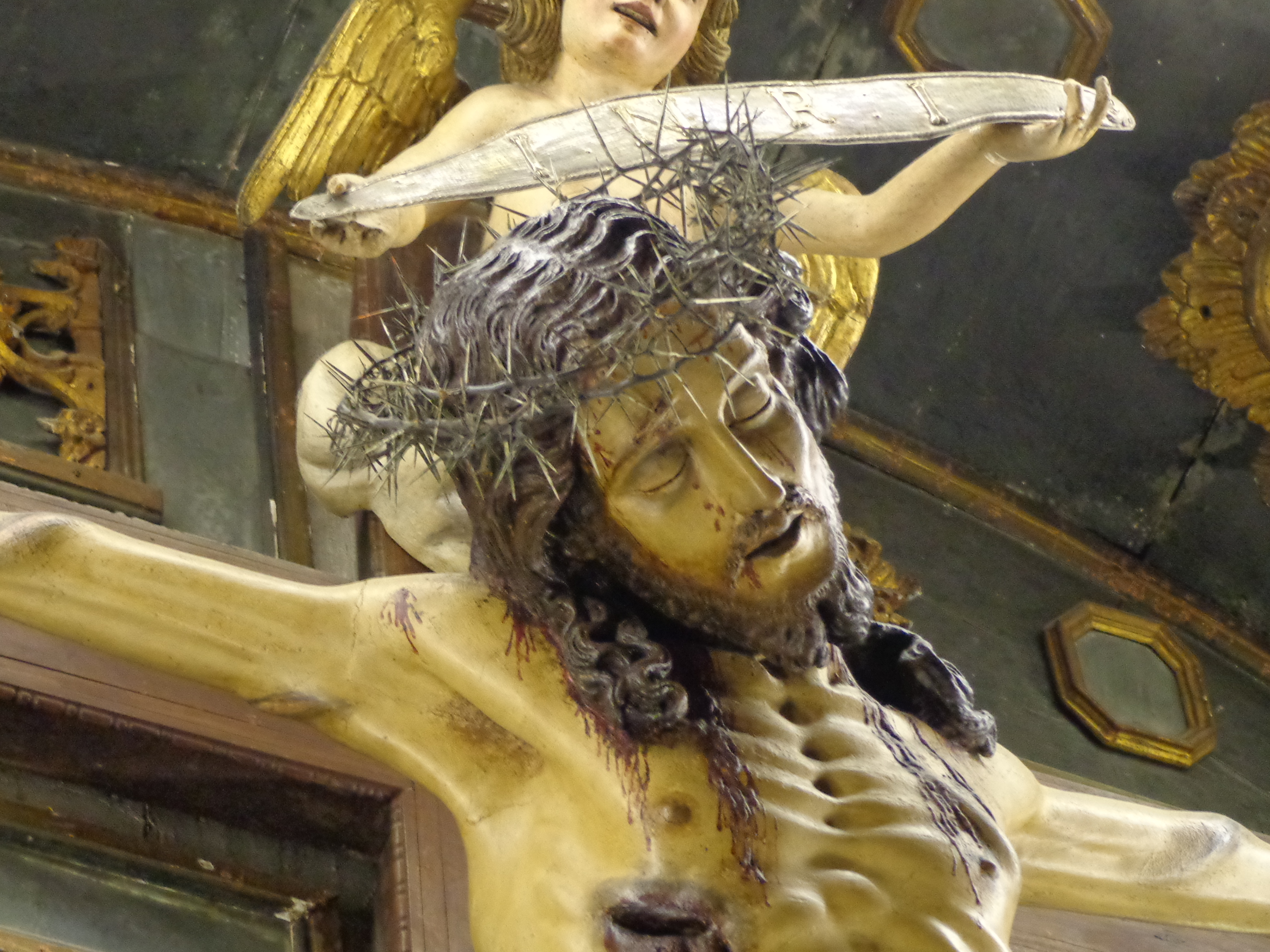
Dettaglio del Crocifisso, chiesa di San Papino di Milazzo.

Figlio di un legnaiuolo, si formò in un ambito artigianale, nelle botteghe di intagliatori delle Madonie e forse a Palermo.
Il padre Giovan Tommaso Pintorno da Geraci è "maestro di legname", la madre Antonia Buongiorno appartiene a nobile casato. Il giovane Giovan Francesco cresce in una famiglia numerosissima costituita da 16 figli, la pianificazione di un matrimonio combinato condiziona le sue scelte e trova nella vocazione religiosa la ragione di vita.
Entrò come laico nell'ordine dei Frati minori osservanti riformati nel 1623, prendendo il nome di Umile, ed iniziò un'attività di scultore in legno specializzandosi nei crocefissi policromi.
Nel novembre 1623 il flagello della peste nera  imperversa nell'isola in due ondate d'epidemie successive diffuse nel (1624–1626), (1629–1631) e miete numerose vittime. Fu proprio lo scontro con la dura realtà della malattia e della morte a determinare in modo decisivo il grande realismo delle sue sculture. 
La presenza di scultori in legno tra i francescani, sia prima che dopo fra' Umile, indica un'attività di scuola artistica all'interno dell'ordine in cui Giovan Francesco abbia potuto completare la propria preparazione artistica.
La vena artistica sviluppata nella bottega paterna, maturata a Palermo, successivamente consolidata nell'ambito di una produzione permeata dallo stile di artisti a lui territorialmente e ecclesiasticamente noti: i Li Volsi di Nicosia famiglia di scultori statuari, i Ferraro di Giuliana famiglia di grandiosi decoratori a stucco, i Lo Cascio famiglia di intagliatori di Giuliana e Chiusa Sclafani, i Gagini famosissima famiglia di scultori e marmorari rinascimentali della corrente lombardo-ticinese-siciliana, il milanese gesuita Gian Paolo Taurino abile scultore in legno. 
La sua biografia risulta piuttosto oscura, anche a causa di una tradizione ricca di aneddoti miracolistici tramandata da scrittori francescani, desiderosi di far apparire la sua opera come frutto di un dono divino.
Realizzò le sue opere vagando per tutta la Sicilia, seguendo le numerose commissioni che gli arrivavano. Negli ultimi anni, forse malato, si fermò a Palermo nel convento di Sant'Antonio dove formò una scuola con numerosi discepoli.
Frate Umile da Petralia è sepolto nella chiesa del convento di Sant'Antonio di Padova o Sant'Antonino di Palermo.
È ricordato nella sua città natale da un busto, opera dello scultore Filippo Sgarlata, nella piazza che gli è stato intitolata.

## Opera
Personalità ascetica e penitenziale, la sua opera si caratterizza per uno stile personale di grande drammaticità che enfatizza la sofferenza ed il dolore e che ebbero una grande fortuna nella Sicilia del XVII secolo. Il forte espressionismo del volto, l'enfasi dato alle ferite, ai lividi ed al sangue, richiamano opere nordiche, ma sono perfettamente inserite nelle direttive culturali della Controriforma, nei temi iconografici prediletti dai francescani fin dal Medioevo, e nella cultura spagnoleggiante della Sicilia seicentesca.
La sua opera è legata da comunanza di temi e di espressione con quella del conterraneo frate Innocenzo da Petralia Sottana.
Nella sua opera ripete incessantemente l'unico modello iconografico del Cristo morto in croce, dalle prime opere (Petralia Soprana) fino a quelle ultime della maturità (Collesano, Milazzo, Bisignano) che rappresentano una figura slanciata e smaterializzata (Chiesa di San Giuseppe e convento di sant'Antonino a Palermo).
I suoi crocifissi si trovano in numerose chiese degli ordini religiosi che all'epoca, in Sicilia, avevano praticamente il monopolio della committenza artistica. Così molti paesi siciliani possono vantare un'opera di fra' Umile (Agrigento, Aidone, Caltagirone, Campobello di Mazara, Catania, Cerami, Chiaramonte Gulfi, Comiso, Ferla, Messina, Mojo Alcantara, Mussomeli, Naro, Palermo, Piazza Armerina, Randazzo, Salemi, Nicosia e Tindari) ma anche alcune in Calabria (Cutro, Bisignano, Bonifati), Campania (Afragola e Polla) e Basilicata (Miglionico). 
Una trentina di opere sono certe, altrettante attribuite e molte quelle riferibili alla sua scuola. Secondo la tradizione orale popolare assommerebbero a 33 i Crocifissi realizzati, ipotesi sostenuta da un presunto voto o fioretto attribuito al Frate scultore itinerante. È pure vero che per abilità, competenza, piena dedizione, dalla commissione alla realizzazione e consegna di alcuni capolavori, trascorre un arco temporale di appena dieci giorni.
L'attività itinerante di frate Umile suscitò un vasto movimento artistico all'interno dell'ordine, parallelamente attorno alla sua figura si sviluppa una scuola e si formano talenti di grosso calibro: il confratello frate Innocenzo da Petralia Sottana, il trapanese frate Benedetto Valenza, frate Stefano da Piazza Armerina attivo in Lazio (Carpineto e Tivoli), frate Vincenzo da Bassiano, frate Angelo da Pietrafitta attivo nel Meridione (Calabria, Basilicata, Puglia e Lazio), il palermitano Francesco Gallusca presente a Polizzi Generosa, frate Giovanni da Reggio Calabria, frate Diego da Careri attivo a Napoli e presente in Lazio, Lombardia e Sicilia. 
Nella sua produzione compaiono anche alcuni rari Ecce Homo (Mesoraca, Dipignano e Calvaruso) o Cristo alla colonna (Militello in Val di Catania) con gli stessi caratteri dei crocefissi. Unico esempio di Santo scolpito nel 1642 dal Pintorno fu il simulacro di san Calogero eremita a Petralia Sottana venerato come patrono del paese.

## Crocifissi certi

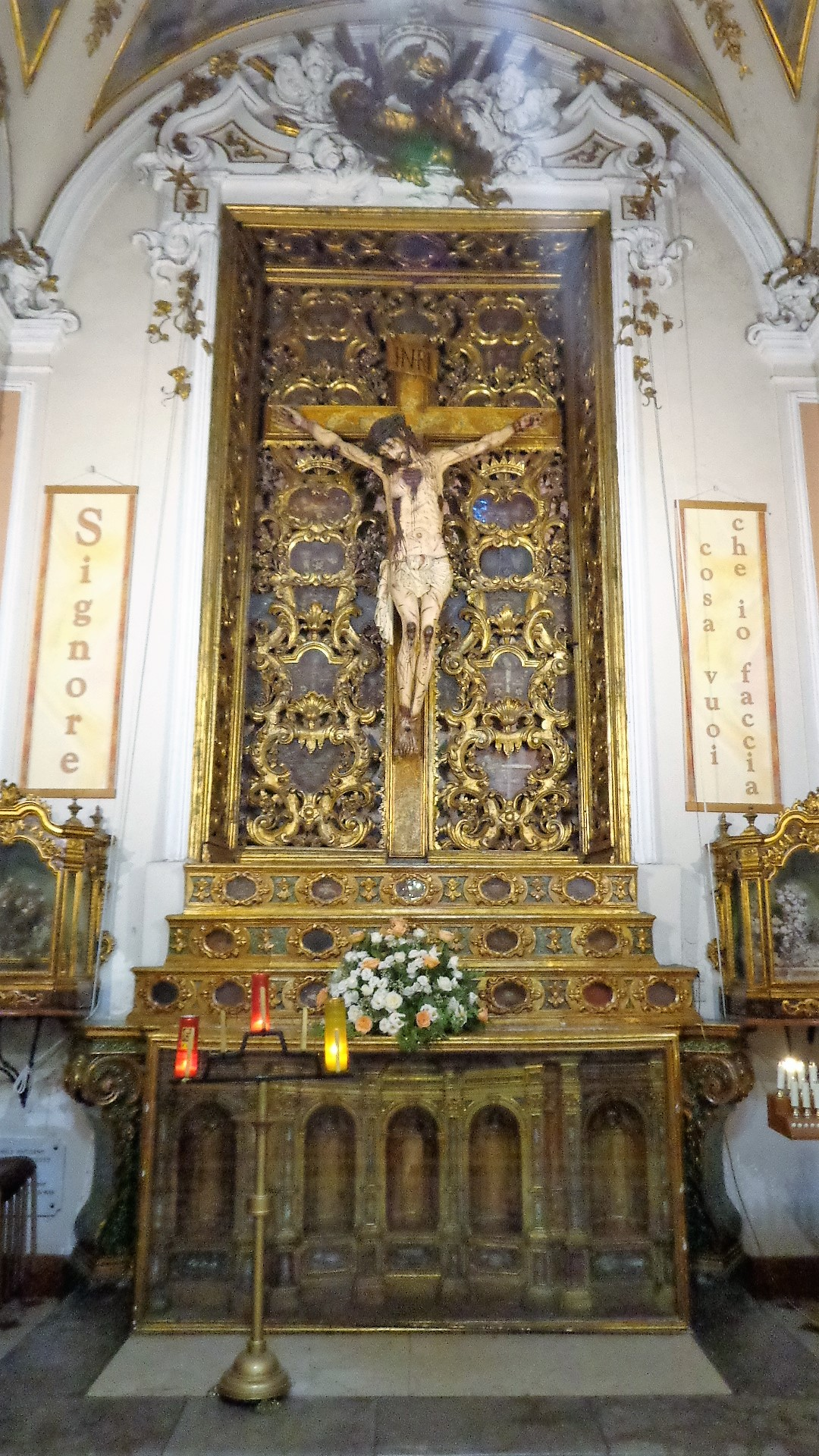
Cappella del Santissimo Crocifisso della chiesa di Sant'Antonio di Padova di Palermo.

- 1623-1624, Crocifisso, scultura lignea, prima opera attribuita, proveniente dal convento dell'Ordine dei frati minori e custodito nella cappella omonima del duomo dei Santi Apostoli Pietro e Paolo di Petralia Soprana[5]
- 1627-1628, Crocifisso, scultura lignea, custodito nel santuario del Santissimo Crocifisso del convento dell'Ordine dei frati minori di Cutro
- 1628, Crocifisso, scultura lignea, custodito nella chiesa di Santa Maria di Gesù di Catania[5]
- 1630, Crocifisso, scultura lignea, custodito nella chiesa del SS. Crocifisso di Mojo Alcantara[5]
- 1630, Crocifisso, scultura lignea, custodito nella Basilica di San Vito Martire di Vizzini
- 1629, Crocifisso, scultura lignea, custodito nella duomo di Santa Maria Maggiore di Miglionico.
- 1632-1633, Crocifisso, scultura lignea, custodito nella chiesa di San Papino Martire del convento dell'Ordine dei frati minori riformati di Milazzo[5]
- 1633, Crocifisso, scultura lignea, custodito nella chiesa di Santa Maria di Gesù di Ferla[5]
- 1635, Crocifisso, scultura lignea, custodito nella chiesa di Sant'Anna di Aidone[5]
- 1635, Crocifisso, scultura lignea, il supporto della Croce in legno di cipresso fu lavorato da Innocenzo da Petralia Sottana ,[6] custodito nella chiesa di Santa Maria di Gesù di Collesano[5]
- 1636, Crocifisso, scultura in legno d'ulivo, custodito nel santuario francescano di Sant'Antonio di Polla
- 1637,Crocifisso, scultura lignea, opera firmata, custodito nel santuario di Sant'Umile di Bisignano
- 1637-1638, Crocifisso, scultura lignea, databile alla costruzione del convento, custodito nella chiesa di Santa Maria di Gesù del convento dei frati minori riformati di Caltavuturo[5]
- XVII secolo, Crocifisso, scultura lignea, custodito nella chiesa di San Bonaventura annessa al convento dell'Ordine dei frati minori osservanti di Caltagirone[5]
- XVII secolo, Crocifisso, scultura lignea, custodito nella chiesa di Maria Santissima delle Grazie di Campobello di Mazara[5]
- XVII secolo, Crocifisso, scultura lignea, custodito nella chiesa del convento di Santa Maria di Gesù di Chiaramonte Gulfi[5]
- XVII secolo, Crocifisso, scultura lignea, custodito nella chiesa di S. Maria di Portosalvo di Messina
- XVII secolo, Crocifisso, scultura lignea, custodito nella chiesa di Sant'Anna e Gioacchino o Chiesa dei Monti di Mussomeli
- XVII secolo, Crocifisso, scultura lignea, custodito nella chiesa di San Pietro di Piazza Armerina.[5]
- XVII secolo, Crocifisso, scultura lignea, custodito nella basilica di Santa Maria di Randazzo[5]
- XVII secolo, Crocifisso, scultura lignea, custodito nella chiesa di Santa Maria degli Angeli del convento dell'Ordine dei frati minori riformati di Salemi[5]
- XVII secolo, Crocifisso, scultura lignea, attribuzione, custodito nel santuario di San Calogero di Agrigento.[5]
- XVII secolo, Crocifisso, scultura lignea, custodito nella chiesa Maria Santissima Assunta di San Fratello

- 1638, Crocifisso, scultura in legno di tiglio, opera della piena maturità artistica destinata inizialmente al convento di Sant'Antonio di Padova o Sant'Antonino di Palermo, custodito nella chiesa della Madonna del Carmelo di Cerami[5]
- 1639, Crocifisso, scultura lignea, opera della maturità, custodito nella chiesa di Santa Maria di Gesù di Naro[5]
- 1639, Crocifisso, scultura lignea, ultima opera incompleta nella coloritura terminata dal confratello Frate Innocenzo da Petralia, custodito nella chiesa del convento di Sant'Antonio di Padova o Sant'Antonino di Palermo[7]
- XVII secolo, Crocifisso, scultura lignea, opera custodita nella chiesa di San Michele Arcangelo di Nicosia
- XVII secolo, Crocifisso, scultura lignea, opera proveniente da Patti e custodita nella basilica santuario di Maria Santissima di Tindari.

### Spagna
- 1635, Crocifisso, scultura lignea, opera autografa realizzata nel convento di Sant'Antonino di Palermo, dopo vari eventi fra Sicilia e Spagna, custodita nella chiesa del monastero della Purissima Concezione Vittoria di Tortosa,[8] in Spagna

## Cristo alla Colonna
- 1630, Cristo alla Colonna (attr.), scultura lignea, custodito nella chiesa di Santa Maria della Stella di Militello in Val di Catania.

## Ecce Homo

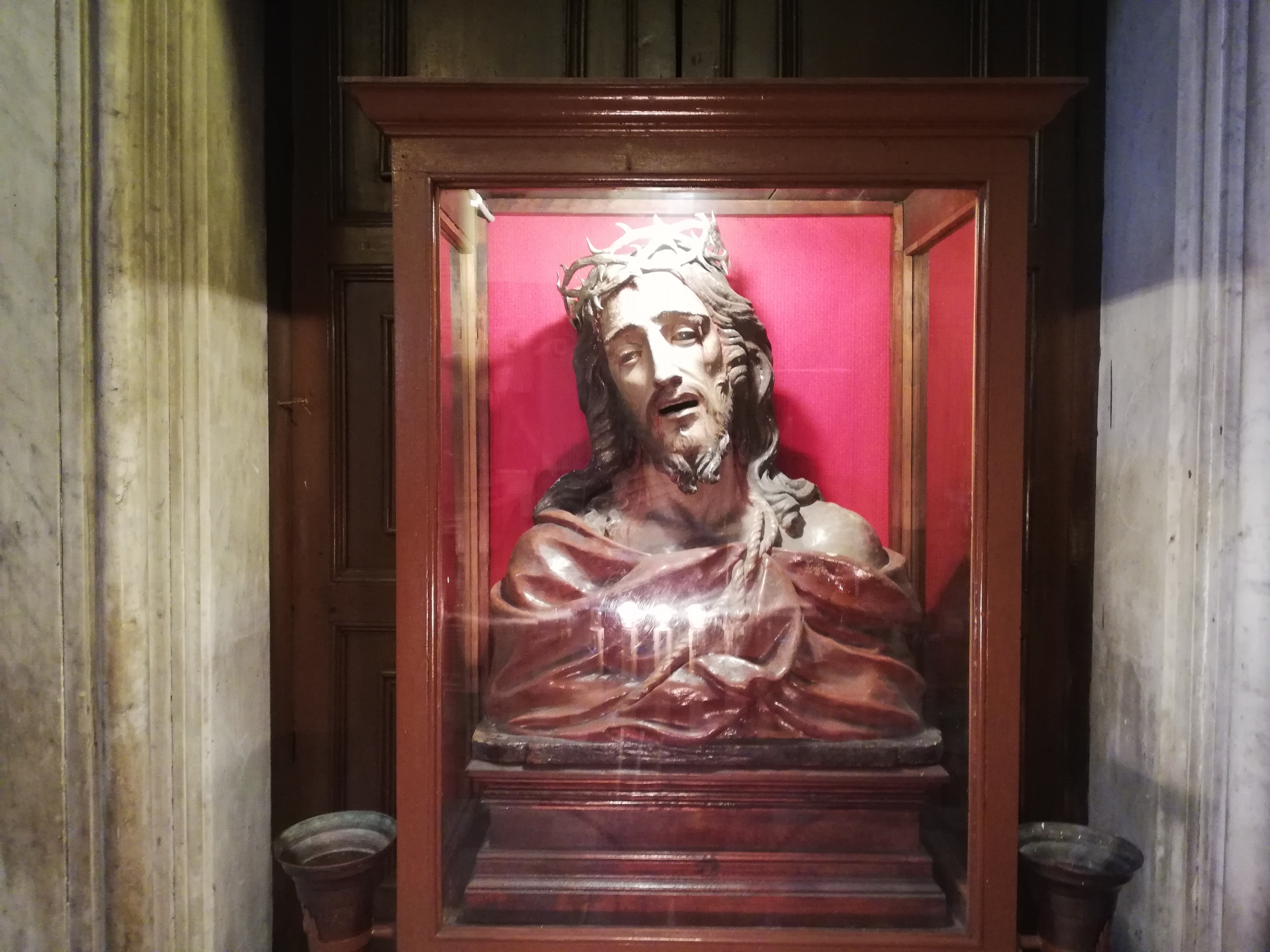
Ecce Homo custodito nella chiesa di Sant'Antonio Abate di Palermo.

- 1630, Ecce Homo, scultura lignea, custodito nell'antico convento francescano della Madonna delle Grazie oggi santuario del Santissimo Ecce Homo di Mesoraca.https://www.conventoeccehomo.it/index.php/it/
- 1622-1633, Ecce Homo, scultura lignea, custodito nella chiesa del convento di Santa Maria delle Grazie di Dipignano.
- 1627, Ecce Homo, scultura lignea, busto scolpito per Frate Eufemio, predicatore in Sicilia al tempo del terremoto che ha colpito anche la Basilicata noto come "Tsunami del Gargano e terremoto di San Severo del 1627", custodito nella chiesa di San Francesco di Miglionico.
- 1634, Ecce Homo, scultura in legno di cipresso, commissionato dal principe Don Cesare Moncada di Calvaruso e custodito nel santuario dell'Ecce Homo di Calvaruso, Villafranca Tirrena.[5]
- XVII secolo, Ecce Homo, scultura lignea, busto custodito nella chiesa di Sant'Antonio Abate di Palermo.

## Statue di Santi
- 1632, San Calogero eremita, statua in legno d'olmo del santo taumaturgo con i suoi tradizionali attributi custodita nella chiesa di San Giovanni Battista in Petralia Sottana. La statua, come altre opere del frate, è assai  venerata poiché è il patrono di Petralia Sottana.
- XVII secolo, San Vito, statua lignea, duplice copia, custodite nella chiesa di San Vito del convento dell'Ordine dei frati minori riformati di Agrigento[7]
- XVII secolo, San Francesco, statua lignea, custodita nella chiesa di San Vito del convento dell'Ordine dei frati minori riformati di Agrigento[7]

## Altre opere
- XVII secolo, Pulpito, manufatto scultoreo, commissionato per la chiesa di Sant'Anna dell'abolito convento dell'Ordine dei frati minori riformati, dal 1870 trasferito nella chiesa di San Niccolò, dove una lapide ne attesta l'opera in Trapani[5]
- XVII secolo, Reliquiario, manufatto scultoreo, commissionato per la chiesa di San Vito del convento dell'Ordine dei frati minori riformati di Agrigento[7]

## Attribuzioni varie
- XVII secolo, Crocifisso, scultura lignea antica per distinguerla dalla copia moderna, attribuzione, custodito nella chiesa del Santissimo Crocifisso di Palmi
- XVII secolo, Crocifisso, scultura lignea, attribuzione, custodito nella chiesa della Madonna del Carmelo di Bolognetta, Palermo

## Galleria d'immagini

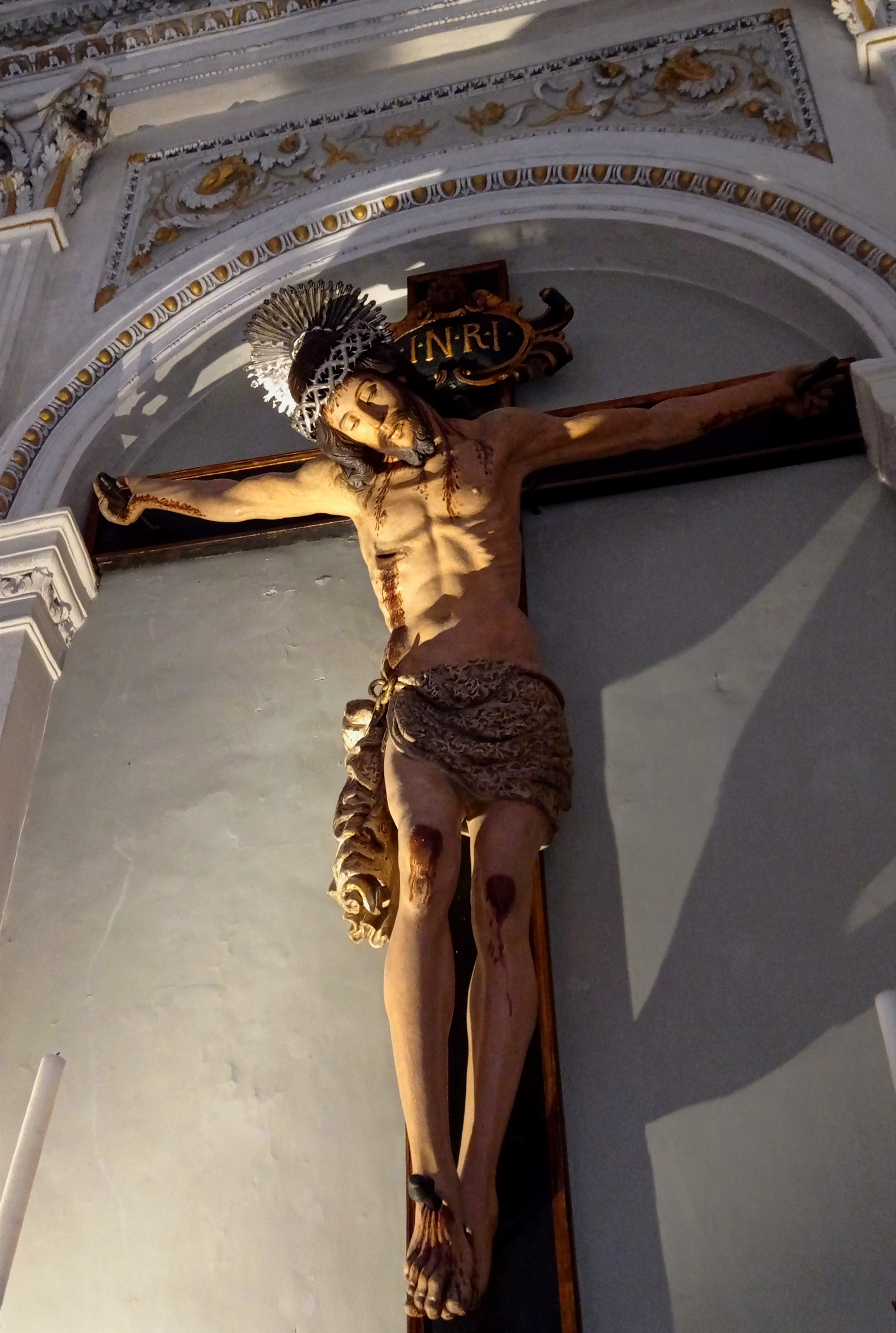
Crocifisso attribuito a frate Umile, custodito all'interno della Cattedrale di Caltanissetta
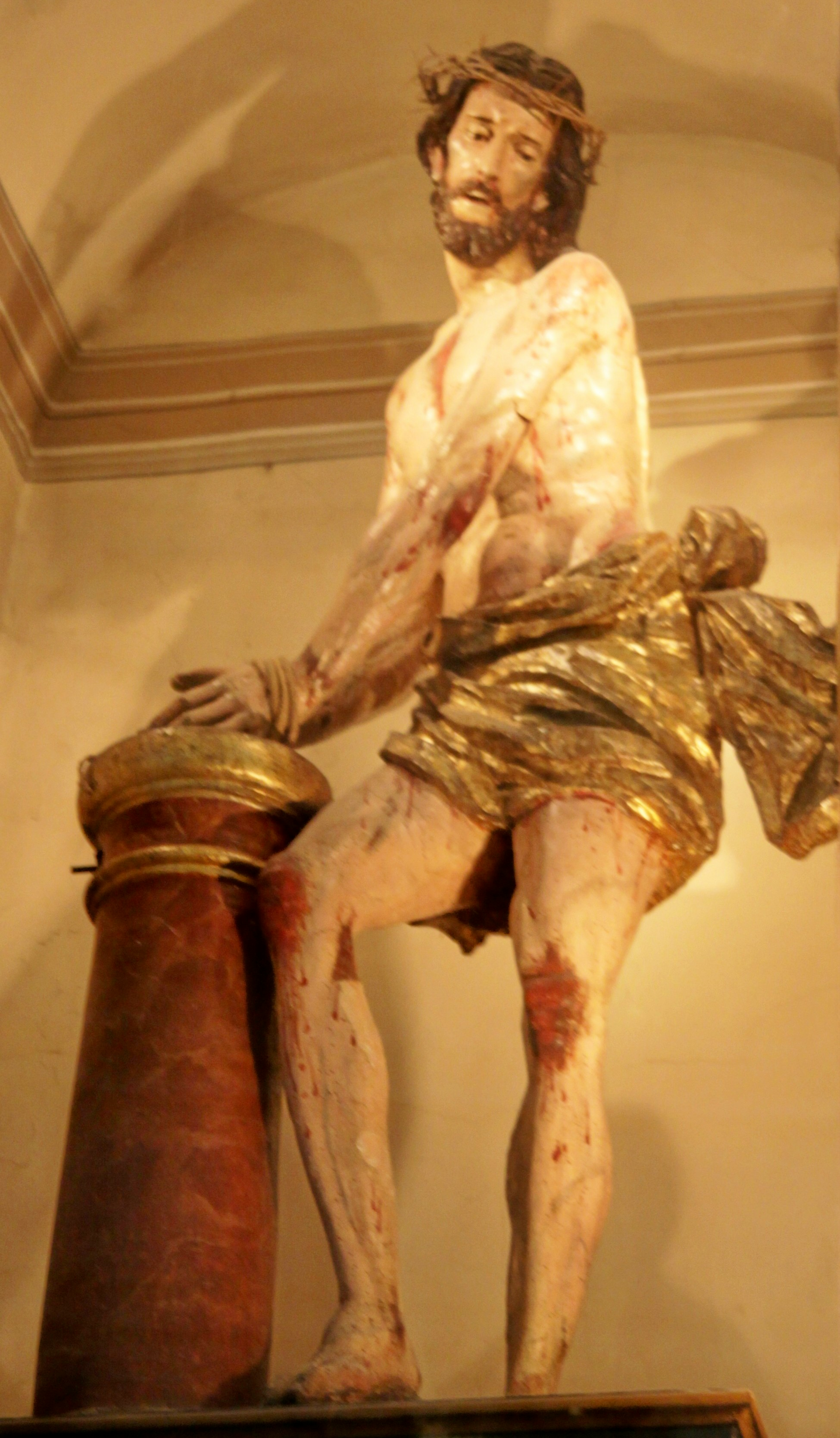
Cristo alla colonna, attribuito a frate Umile, custodito presso la chiesa di Santa Maria della Stella a Militello Val di Catania.
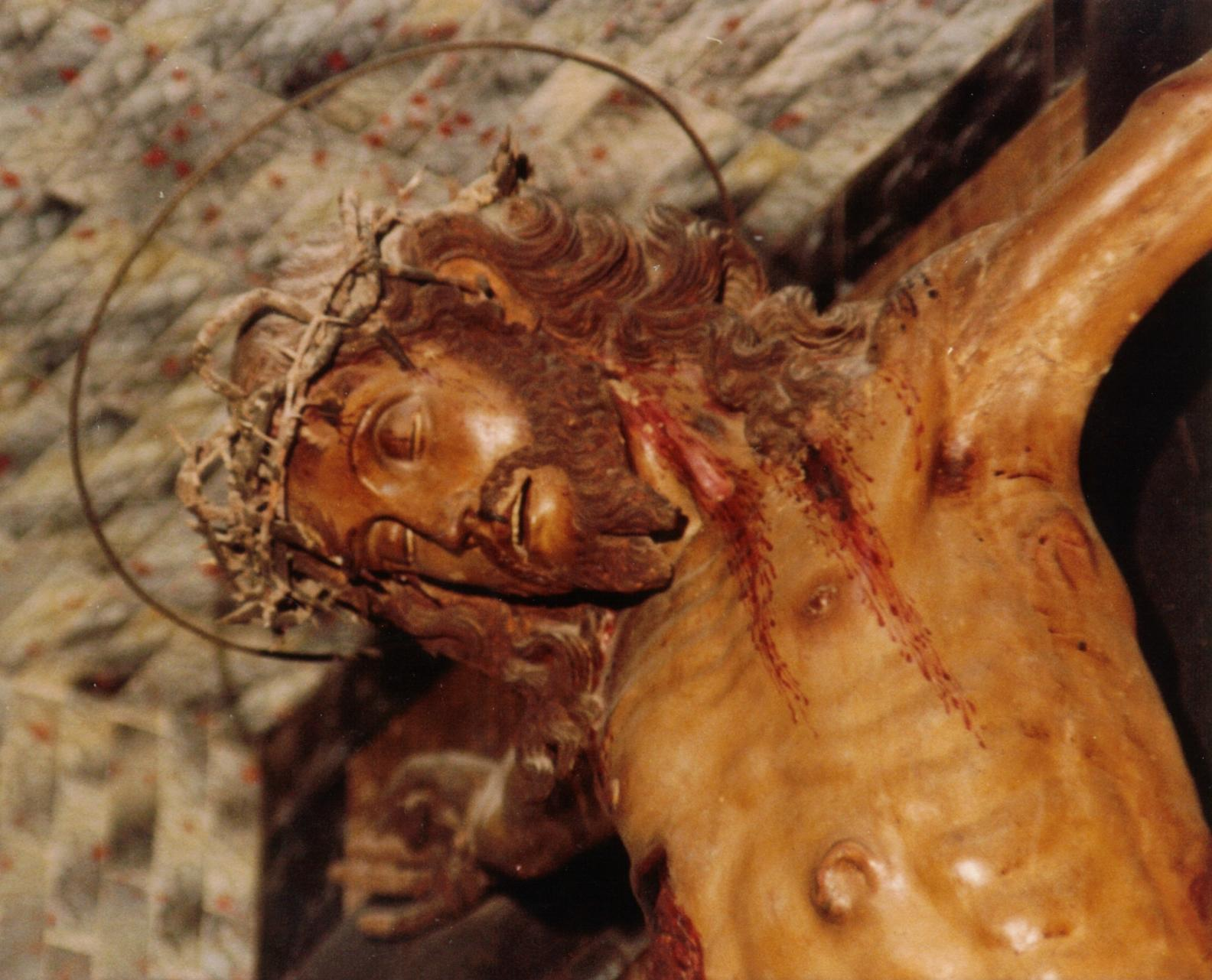
Crocifisso di Aidone
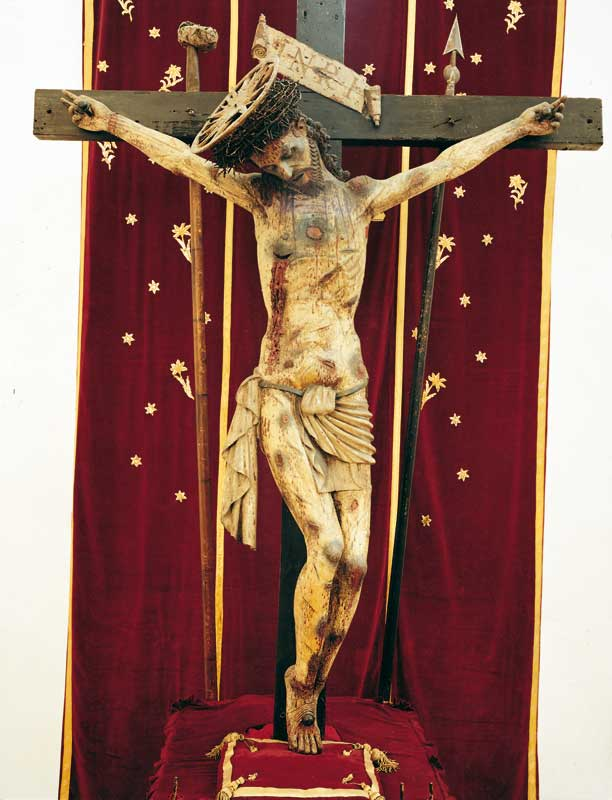
Crocefisso di Miglionico